# Битва на Кровавом поле
Битва на Кровавом поле (лат. Ager Sanguinis; фр. Bataille du Champ du Sang; араб. معركة ساحة الدم‎), Битва при Сармаде или Битва при Балате — произошедшее 28 июня 1119 года сражение недалеко от городов Балат и Сармада между войском княжества Антиохии под командованием Рожера Салернского и армией эмира Мардина и Алеппо Артукида Иль-Гази.
Причиной конфликта были обоюдные претензии на пограничную зону между Антиохией и Алеппо. Заносчивость и самоуверенность Рожера, не ставшего ждать союзников (Балдуина II Иерусалимского и Понса Триполитанского), привели к его поражению. Армия Рожера была окружена и уничтожена, сам он погиб. В результате поражения христиан в этой битве княжество Антиохийское потеряло контроль над важной пограничной зоной между Антиохией и Алеппо. Потеря ключевых территории и правителя превратило Антиохийское княжество, ранее одно из самых могущественных латинских государств на Востоке, в одно из самых слабых.
Самое подробное описание битвы оставил канцлер Антиохии (Готье Канцлер), очевидец событий. Катастрофический масштаб поражения христиан в битве позднее нашёл отражение в названии битвы — Кровавое поле (лат. Ager Sanguinis). По сообщению Ибн аль-Каланиси в ночь на 20 июня за 8 дней до битвы, Роджер разбил лагерь у деревни Балат, поэтому битву часто называют битвой при Балате.
Проповедь кади Алеппо Ибн аль-Хашшаба перед боем, вдохновившую бойцов, по мнению К. Хилленбранд «можно считать первым „пробным шаром“» и «началом [медленного] процесса пробуждения [у тюрок] идей джихада».

## Предпосылки
На протяжении всего периода своего существования государства крестоносцев находились в состоянии перманентной войны с соседними мусульманскими государствами северной Сирии и Месопотамии. Окрестности Алеппо граничили с княжеством Антиохийским и графством Эдесским, поэтому конфликты с ним были самыми частыми. В 1113 году умер правитель Алеппо Рыдван, после чего наступило относительное спокойствие на несколько лет. После смерти Рыдвана к власти в Алеппо пришел его сын Альп-Арслан аль-Ахрас при регентстве евнуха Лулу и Ибн аль-Хашшаба. В 1114 году в итоге конфликта с Лулу Альп-Арслан был убит. Вместо него Лулу сделал правителем его шестилетнего брата.
В 1114/15 году регент Антиохии при малолетнем Боэмунде II, Рожер Салернский, заключил союз с Иль-Гази из Мардина и Тугтегином из Дамаска. Они договорились о совместных действиях против сельджукского султана Мухаммеда Тапара и командующего его армией эмира Ак-Сункура аль-Бурсуки. К Рожеру присоединились король Иерусалима и граф Эдессы. Иль-Гази участвовал в кампании, потому что был смертельным врагом Ак-Сункура. В сентябре 1115 года у Тель-Данита они нанесли Ак-Сункуру поражение.
В Алеппо войска Алп-Арслана, его брата и Лулу были достаточны только для поддержания их господства в городе, но были бессильны против внешних врагов и не годились для обеспечения безопасности территории. Альп-Арслан был настолько слаб, что платил дань Рожеру. Фактически, правители Апеппо стали просто военачальниками цитадели, державшими казну, а настоящими лидерами были вожди населения. Но они тоже не имели войск, достаточных для защиты от врагов. В мае 1117 года, устав от смены правителей, каждый из которых грабил город, но не имел возможностей противостоять набегам, жители Алеппо пригласили Иль-Гази. Иль-Гази вошёл в город, хотя ему не удалось занять цитадель. Уходя, Иль-Гази оставил сына Тимурташа, который остался в городе скорее не как заместитель отца, а как заложник.
В 1118 году Рожер напал на Азаз и осаждал его 30 дней, вынудив сдаться без боя. Иль-Гази предложил Рожеру выкупить город, но Рожер не только не согласился отдать Азаз, но и потребовал сдать ещё Тель-Харак. В дополнение он захотел ещё половину суммы, поступавшей Иль-Гази из Алеппо, и разграбил на юго-востоке окрестности Бизаа. Набеги Рожера остановили лишь зимние холода. Матвей Эдесский писал, что из-за захвата Азаза Иль-Гази и Рожер стали врагами: «В это время глубокая ссора возникла между эмиром Иль-Гази и Рожером. Оба были ранее очень близкими друзьями, но теперь стали врагами, потому что и Алеппо, и Азаз принадлежали турецкому эмиру Иль-Гази, сыну Артука. Это вызвало гнев Иль-Гази».

## Подготовка
Иль-Гази заключил союз с Тугтегином, договорившись о походе против Рожера в мае 1119 года. Они решили нападать не сразу, а вернуться в свои земли, чтобы мобилизовать все силы. Кроме Тугтегина в союзе с Иль-Гази были «самый могущественный арабский сатрап» Дубайс бен Садака, бедуинский вождь Килабита Мубарак ибн Чибла и крупнейший вассал Иль-Гази, эмир Битлиса и Эрзена Тоган Арслан. В 1119 году жители Алеппо опять призвали Иль-Гази, и к началу похода он установил свою власть в городе и цитадели Алеппо.
Узнав о сборе армии Иль-Гази, Рожер послал за помощью к королю Иерусалимскому Балдуину II, Жослену Эдесскому и Понсу Триполитанскому, которые обещали прибыть, и собрал всех имевшихся у него франкских и армянских воинов. Иль-Гази выступил в апреле 1119 года. Поскольку наместник Балдуина в Эдессе, Галеран из Биры, совершил несколько набегов на Амид, Иль-Гази повёл армию сначала к Эдессе. По словам Матвея Эдесского, он «простоял здесь четыре дня, хотя не смог причинить городу какой-либо вред». Но Иль-Гази, угрожая блокадой, добился от жителей освобождения заключённых в городе мусульманских пленников и обещания не помогать Рожеру. Армии Иль-Гази и Тугтегина должны были встретиться в Киннасрине. По пути ими были захвачены замок Кастун, Харим, Суммак. По описаниям и христианских, и мусульманских хронистов, войска Иль-Гази разоряли территории, по которым проходили, грабили и убивали население.
Чтобы обезопасить Антиохию, Рожер выступил на север к железному мосту и разбил лагерь в Артахе, где напрасно прождал Балдуина и Жослена, а затем решил перебраться к Балату, несмотря на то, что патриарх и другие советовали ему ждать союзников в крепости Артаха. Он не внял их советам и заявил, что больше ждать не будет. Рожер выбрал равнину Сармада — хорошо защищённую холмистую местность, окружённую с двух сторон горами и доступную только по узкой тропинке. Лагерь Рожера находился в местечке Телль-Акибрин на восточном краю равнины.
Матвей Эдесский утверждал, что «Рожер был надменным и горделивым человеком, целиком уверенным в своих силах, он пренебрёг всякой предосторожностью [для защиты]. Более того, уверенный в силе своих людей, он презирал турецкие войска». Он не предпринял никаких мер предосторожности и не собрал достаточного числа войск. По мнению Г. Вата, Рожер был настолько уверен в своём превосходстве и в том, что управляет ситуацией, что в письме Иль-Гази предлагал не торопиться и писал, что сам придёт к нему. Он был уверен, что сам определит время и место битвы. По предположению историка Н. Мортона, Рожер, возможно, опасался, что длительное ожидание союзников позволит туркменам разорить значительную часть княжества до битвы. А это, в свою очередь, подорвёт его авторитет как правителя.
Туркмены, наоборот, приготовились к битве, устроили засады. Гийом Тирский сообщал, что у Иль-Гази в лагере Рожера был замаскированный под торговца шпион, доносивший важную информацию.

## Силы сторон
Армию Иль-Гази хронисты называли великой и огромной. Матвей Эдесский писал, что в ней было 80 000 человек, но он преувеличивал её размер. В действительности у Иль-Гази было не восемьдесят, а около двадцати тысяч бойцов. Возможно, в армии было некоторое число воинов из Алеппо, но они, скорее всего, не принимали участия в битве, а были посланы осаждать Атариб. Основой армии Иль-Гази были конные туркменские лучники. Они использовали обычную тактику кочевников: сражались небольшими племенными группами под командованием вождей племён. Обычно у них не было устойчивого фронта. Всадники расходились полумесяцем, окружая противника, засыпая при возможности его стрелами. Затем отступали и ждали новой возможности. Эта тактика была основана не на решающей рукопашной схватке, а на цикле атак.
Армия Рожера была существенно слабее, поскольку он не дождался Балдуина, Жослена и Понса. Ибн аль-Каланиси писал, что у Рожера было более 20 тысяч конных и пеших воинов, но это тоже преувеличение. Матвей Эдесский писал, что у Рожера было 600 франков и 500 армян в коннице, 400 пехотинцев и «толпа из 10 тысяч [спешно созванного] сброда» (11,5 тысяч человек). Г. Ват называл примерно такие же цифры (3000 всадниками и 9000 пеших — 12 тысяч человек), Мюррей — существенно меньшие (700 рыцарей и 3000 пехоты). Основой армии крестоносцев была тяжёлая кавалерия. Несмотря на ее небольшую численность, она могла своей атакой рассеять значительно превосходящие силы (так было в 1115 году у Тель-Данита). Как писал Ибн аль-Асир: «Тысяча [турецких] всадников [обычно] не выдержит нападения трёхсот франкских рыцарей».

## Битва
Иль-Гази собирался дождаться Тугтегина, но туркменов было трудно удерживать в течение долгого времени на месте без добычи. Как писал Камаль аль-Дин, «эмирам наскучило долгое стояние». Это побудило Иль-Гази действовать быстро. 27 июня 1119 года армия Иль-Гази была в Киннасрине, но франки не подозревали, что враги так близко: «И не знали они до утра, что уже прибыли отряды мусульман и окружили их со всех сторон». Иль-Гази направил своих людей подняться на все окружающие высоты пастушьими тропами. 27 июня небольшой туркменский отряд напал на Атариб, и Рожер послал помощь под командованием Алена и Роберта де Вьё-Пон, но они были рассеяны мусульманами. Узнав о поражении у Атариба своего отряда, Рожер решил на следующий день перебросить в Атариб всю армию. Он отправил отряд под командованием Роже де Отвиля и Уго Форестмустье, чтобы узнать о передвижениях врага, но было поздно — туркменские всадники уже прошли по горным тропам и были совсем близко к лагерю Рожера. Они рассеяли сорок рыцарей, посланных Рожером в разведку. Утром 28 июня вернувшиеся разведчики сообщили Рожеру, что противник их окружает.
Тоган Арслан взял на себя задачу атаковать христиан со стороны единственно возможного прохода. Захватив дорогу у Сармады, Тоган Арслан отрезал франкам пути отступления. «И обошёл Тоган Арслан их (франков) сзади», писал Камаль аль-Дин. Рожер поспешно послал констебля Райнальда Мазуара к Сармаде. Также, возможно, Рожер планировал, что Райнальд сможет атаковать туркменов с фланга, после того как основные силы франков будут окружены.
Источники описывали подготовку к битве как к священной войне. Христиане целовали крест, архиепископ Апамеи Пётр причащал их. В лагере Иль-Гази произносил пламенную проповедь кади Ибн аль-Хашшаб: «И выступил кадий Абу-л-Фадль ибн ал-Хашшаб, побуждая людей к борьбе, а он сидел на кобыле с копьём в руке, и произнёс красноречивую проповедь, в которой призывал их к терпению и поднимал дух находившихся в строю; <…> он вызвал у людей слёзы и возвысился в их глазах».
Рожер построил пехоту по периметру, прикрывая кавалерию. Посередине находился большой крест с реликвией — частью Креста Распятия. Франки построились двумя «батальонами» по две линии. Справа в первой линии стоял элитный корпус Св. Петра, а во второй — Жоффруа Монах, граф Мараша; слева в первой линии Робер де Сен-Ло с туркополами и местными воинами, а на второй — сам Рожер. Резервный корпус возглавлял Ги де Френель из Харима. За ними стояла легкая кавалерия из туркополов.
Сначала франки успешно атаковали. По словам Матвея Эдесского, «обе стороны вступили в страшную и яростную битву». Кавалерия Роджера рассеяла туркменов, но во время атаки ряды рыцарей потеряли сплочённость и начали мешать друг другу. Туркмен было слишком много. Они перегруппировались и присоединились ко второй волне туркменских всадников, которые контратаковали франкскую кавалерию, стреляя в них из луков и вступая в рукопашный бой. Готье Канцлер утверждал, что туркмены Иль-Гази хлынули в долину с трёх сторон. Несколько атак франков не смогли сломить строй туркмен, которые постоянно перестраивались и осыпали противника градом стрел («шквал копий и стрел», — писал Готье Канцлер). Согласно Камаль аль-Дину, «начали тюрки объединённое нападение со всех сторон, и стрелы, подобно саранче, поражали коней и толпу» . «Мусульмане набросились на врагов, окружили их со всех сторон и стали осыпать ударами сабель и тучами стрел», писал Ибн аль-Каланиси. Свидетели описывали, что после боя на поле остались лежать лошади, «утыканные стрелами, напоминая ежей», а когда жители окрестных деревень сжигали тела франков, то обнаружили «в пепле одного рыцаря 40 наконечников стрел».
Битва завершилась быстро. В этот день стояла жара и дул изнурявший бойцов горячий сухой ветер. Ветер изменил направление, и пронеслась короткая пыльная буря, ослепляя франков. Первыми запаниковали местные пехотинцы (сирийцы и армяне). Почти в начале боя левый фланг франков не выдержал, а правый фланг охватило замешательство.
Когда лёгкая кавалерия под командованием Роберта Сен-Ло бежала, армия начала разбегаться. Несмотря на начавшееся бегство, сам Рожер с несколькими приближёнными продолжал биться, пока не был сражён ударом меча в лицо (по словам Готье Канцлера, Рожеру меч через нос пронзил голову). Позже возникла легенда, отражённая Вильямом Мальмсберийским, по которой Роджер в битве был схвачен, а не убит. Окружённый врагами, он заявил, что отдаст меч лишь вражескому командиру. Турецкий вождь прибыл и, сняв шлем, потребовал у Рожера меч. Рожер отрубил эмиру голову, и тотчас же был зарублен его телохранителем. Так или иначе, но Роджер погиб. Вместе с ним пало большинство его рыцарей. Часть франков укрылась на холме поблизости, но, по словам Гийома Тирского, «туда отправились их [мусульман] когорты, и в течение часа все [франки] были убиты». Хронисты — и мусульманские, и христианские — писали, кто со скорбью, кто с ликованием, о полном уничтожении армии Рожера и его гибели, о том, что спасшихся было очень мало, при том что потери противника были несоизмеримо малы.
Все выжившие в битве франки — 70 рыцарей и 500 простых воинов — были взяты в плен. Многие из них были казнены на поле боя (Готье писал «пятьсот или более»). Если рыцарей оставляли в живых ради выкупа, то жизнь простых людей ничем не была защищена. Возможно, Иль-Гази даже поощрял жестокое с ними обращение. Среди пленников оказался и Готье Канцлер, описавший, как Иль-Гази развлекался пытками пленников: «наблюдая за этим, нечестивец был в восторге от их мучений и смеялся <…>. И всё же он не был удовлетворён и придумывал более жестокие вещи». Позднее крестоносцы дали долине Сармада название «Кровавое поле» (лат. Ager Sanguinis). 70 рыцарей были отправлены в тюрьму Алеппо к сыну Иль-Гази, ожидать, пока за них заплатят выкуп. По словам Готье, «их привели к позорному столбу в Алеппо, где они подвергались постоянным ударам и различным пыткам».
Отряд Райнальда Мазуара, ушедший к Сармаде, не попал в окружение. Райнальд смог атаковать туркмен и нанести армии противника ущерб, но, тяжело раненный, был вынужден искать спасения в башне Сармады после разгрома основных сил франков. Башня находилась в плохом состоянии, в ней не было запасов продовольствия, поэтому отряду Мазуара пришлось сдаться на милость победителя. Иль-Гази сохранил Райнальду жизнь.

## Последствия и значение
Иль-Гази послал сообщение о своей победе султану и халифу аль-Мустаршиду, который прислал ему почётный халат. С. Рансиман писал, что в связи с победой над Рожером халиф дал Иль-Гази титул «Наджм ад-Дин» (Звезда Религии), хотя, по словам Г. Вата, арабские источники не упоминали этого факта. 
Ибн аль Каланиси выразил мнение современников-мусульман о победе: «Это была одна из величайших побед, и за все прошлые века никогда больше исламу не оказывалась такая божественная помощь». Победив франков, Иль-Гази выиграл борьбу за контроль над приграничной территорией между городами Антиохия и Алеппо. Но значение битвы заключается не только в больших территориальных потерях Антиохийского княжества, но также и в кризисе престолонаследия в княжестве, последовавшем за гибелью Рожера. По словам Г. Вата, «смерть Роджера положила конец нормандскому влиянию в Сирии и Палестине. В последующие годы их позиции заняли рыцари из центральной и восточной Франции».
По мнению Т. Эсбриджа, «сокрушительное поражение франков в битве изменило ход ранней истории княжества Антиохия и пошатнуло сами основы франкского присутствия в Леванте». По словам К. Зюсхайма, «это было одно из величайших сражений мусульман против крестоносцев, которые мусульмане выиграли». К. Каэн писал, что «катастрофа „Ager Sanguinis“ знаменовала начало нового периода». Антиохийское княжество потеряло армию и лидера, оно едва ли могло защитить себя. Из одного из самых могущественных латинских государств на Востоке Антиохийское княжество превратилось в одно из самых слабых. Э. Гибб писал: «Потеряв своих верных воинов, Антиохия осталась беззащитной — добыча для нападающего и возможность для ищущего».
Иль-Гази навряд ли стремился всеми силами завоевать Антиохию. Он не смог бы удерживать её, базируясь в Мардине. Поэтому он спокойно позволил своим туркменам после битвы заняться тем, ради чего они сражались, — грабежом: «И рассеялись войска мусульман по областям Антиохии, Сувайдии и прочим, убивая, грабя и забирая в плен. <…> И взяли мусульмане пленных, добычу и верховых животных несметное число. И не осталось ни одного тюрка, руки которого не были бы наполнены добычей и у которого [не было бы] пленных». Христианские местные жители были убиты или захвачены в плен, женщины изнасилованы, имущество разграблено, скот убит, поля вытоптаны. Никакой мотивации воевать дальше у туркменских воинов не было. Они лишь желали доставить огромную добычу домой.
Некоторые историки осуждают Иль-Гази за то, что он не пошёл дальше, на Антиохию, которая была практически обескровлена, и не захватил её до прибытия Балдуина. Но Антиохия была хорошо укреплена, туркменское войско не смогло бы быстро взять её штурмом. Брат Иль-Гази, Сукман, принимал участие в неудачной осаде Антиохии Кербогой в 1098 году, так что Иль-Гази понимал, что не сможет удерживать туркменских кочевников у стен длительное время.
Армия Балдуина II и Понса Триполитанского прибыла лишь в августе. Балдуин вступил во владение Антиохией, переданной ему вдовой Рожера Салернского. 14 августа у Телль-Данита состоялась битва между армиями Иль-Гази и Балдуина. Исход битвы историки оценивают по-разному. Мюррей полагал, что Иль-Гази проиграл, а Т. Эсбридж считал, что ни одна из сторон не одержала полной победы. Так или иначе, но битва вынудила Иль-Гази отступить к Алеппо, что временно снизило непосредственную опасность для княжества.

## Комментарии
1. ↑  
  - Матвей Эдесский (? — 1144): «После этого он ушёл к Бузаа и разбил здесь лагерь»[15] или «в пределах крепости аль-Атариб[15]".
  - Камаль аль-Дин (1192—1262): «Рожер расположился в ал-Балате, между двумя горами, рядом с горным проходом Сармада, севернее ал-Асариба»[16].

Три современных событиям автора, писавшие со слов участников:
  - Ибн аль-Каланиси (1070—1160), живший в Дамаске: «в месте, известном как Шармада, другие же говорили, что в Данит-аль-Бакал, между Антиохией и Алеппо[17]»
  - Усама ибн Мункыз (1095—1188), живший на момент событий в Шейзаре: «у аль-Балата[18]» или «у Баданиса»[19].
  - Фульхерий Шартрский (1058 – 1127), живший на момент событий в Иерусалиме: «Рожер <…> пал убитым возле форта Артасия»   [20].

Г. Ват указывал, что Рожер встал возле Балата, «в Телль Африн»[21], Мюррей так же называл «Балат к востоку от Сармады»[10]. С. Эдингтон помещала место битвы «в долину Рудж (Сирия)»[1]. К. Каэн определил место боя как «Телль-Акибрин, на восточном краю равнины Сармеда»[12].
2. ↑  
  - Матвей Эдесский (? — 1144), живший в Эдессе: «разорил много мест <…> захватывал крепости, села, монастыри и убивал всякого, включая стариков и детей»[15].
  - Камаль аль-Дин (1192—1262), живший в Алеппо: «И распространились войска по областям Телль Башира и Телль Халида и вблизи них, убивая, грабя, уводя в плен и захватывая в качестве добычи все, что было возможно»[16].
3. ↑  
  - Матвей Эдесский: «Иль-Гази собрал великое войско. В этот год Иль-Гази пошел против Рожера во главе огромного войска»[15].
  - Камаль аль-Дин: «образовалось огромное войско, и двинулся Иль-Гази с войском более чем в 40 тысяч в 513 году (1119/20 г.)».[16]
  - Михаил Сириец: «Он собрал множество тюрок, потому что они были ему подчинены. Говорят, что их хотели сосчитать, но не смогли. Среди них была тысяча эмиров»[24].
4. ↑  Ибн аль-Каланиси — ещё до рассвета 7-го (17-го) дня в субботу первого месяца раби 513 года[25], Усама ибн Мункыз — в пятницу пятого числа первой джумады пятьсот тринадцатого года[18], в четверг пятого числа первой джумады пятьсот тринадцатого года[19], Камаль аль-Дин — в субботу в полдень (28 июня 1119 года — отсчёт от пятницы 9-го [числа] месяца раби I 513 г. х.
5. ↑  
  - Матвей Эдесский: «Великий граф франков Рожер погиб вместе с его войсками. Вместе с ним погибла почти вся его армия, лишь немногие избежали [избиения]. Все христиане пали от острия меча»[15].
  - Михаил Сириец: «владетель Антиохии не ожидал их прихода…, он был разрублен на части, и Неджм-ад-дин достиг триумфа»[24].
  - Гийом Тирский: «Он сам, в сопровождении нескольких из его свиты, мужественно сражался, как доблестный воин, посреди врага. Но когда он собирался атаковать превосходящие силы врага, он получил удар мечом, который убил его. <…> едва ли кто-нибудь из многих тысяч человек, последовавших за своим господином в тот день, смог сбежать, чтобы рассказать эту историю. С другой стороны, мало кто из врагов был убит»[30].
  - Усама ибн Мункыз: «Он убил его и перебил все войско. Он совершенно уничтожил их. Рожер, владыка Антиохии, был убит вместе со всеми своими рыцарями»[18], «в Антиохию вошло не больше двадцати человек из его бойцов»[19].
  - Камаль аль-Дин: «Рожер был убит в бою. Франки оказались поверженными наземь в одной куче, конные и пешие, со своими лошадьми и оружием, и ни один из них не спасся, чтобы позже рассказать об этом. <…> из франков спаслось не более 20 человек, а некоторые из их знати бежали. И было убито в бою около 15 тысяч франков <…> из мусульман погибло 20 человек»[16].
  - Ибн аль-Каланиси: «Их предводителя нашли распростёртого на земле среди мёртвых[25]».
  - Фульхерий Шартрский: «Рожер <…> пал убитым возле форта Артасия, погибли семь тысяч жителей Антиохии <…> неверные даже не проиграли двадцать человек»[20].
6. ↑  Например: «Но он не развил свою победу ни с какой целью. Он позволил своим силам рассредоточиться для выполнения мелких дел»[26]. «После победы Иль-Гази не смог воспользоваться моментом, можно предположить, что Иль-Гази удалось бы взять город до прибытия короля»[29]. «Ильгази не довел дело до конца»[35].